# Leopold Viktorin z Windischgrätze
Leopold Viktorin Jan Vilém hrabě z Windischgrätze (německy Leopold Victorin Johann Wilhelm Graf von Windisch-Graetz, či též von Windischgrätz; 17. září 1686, Řezno – 19. prosince 1746, Vídeň) byl německo-rakouský šlechtic, diplomat a politik. V mládí se uplatnil jako diplomat Habsburků v Nizozemí a Francii, později se stal ve Vídni státním ministrem a v roce 1739 získal Řád zlatého rouna. Kromě statků v Rakousku vlastnil po matce a starším bratrovi také majetek v Čechách (Červená Lhota) a na Moravě (Přerov).

## Životopis

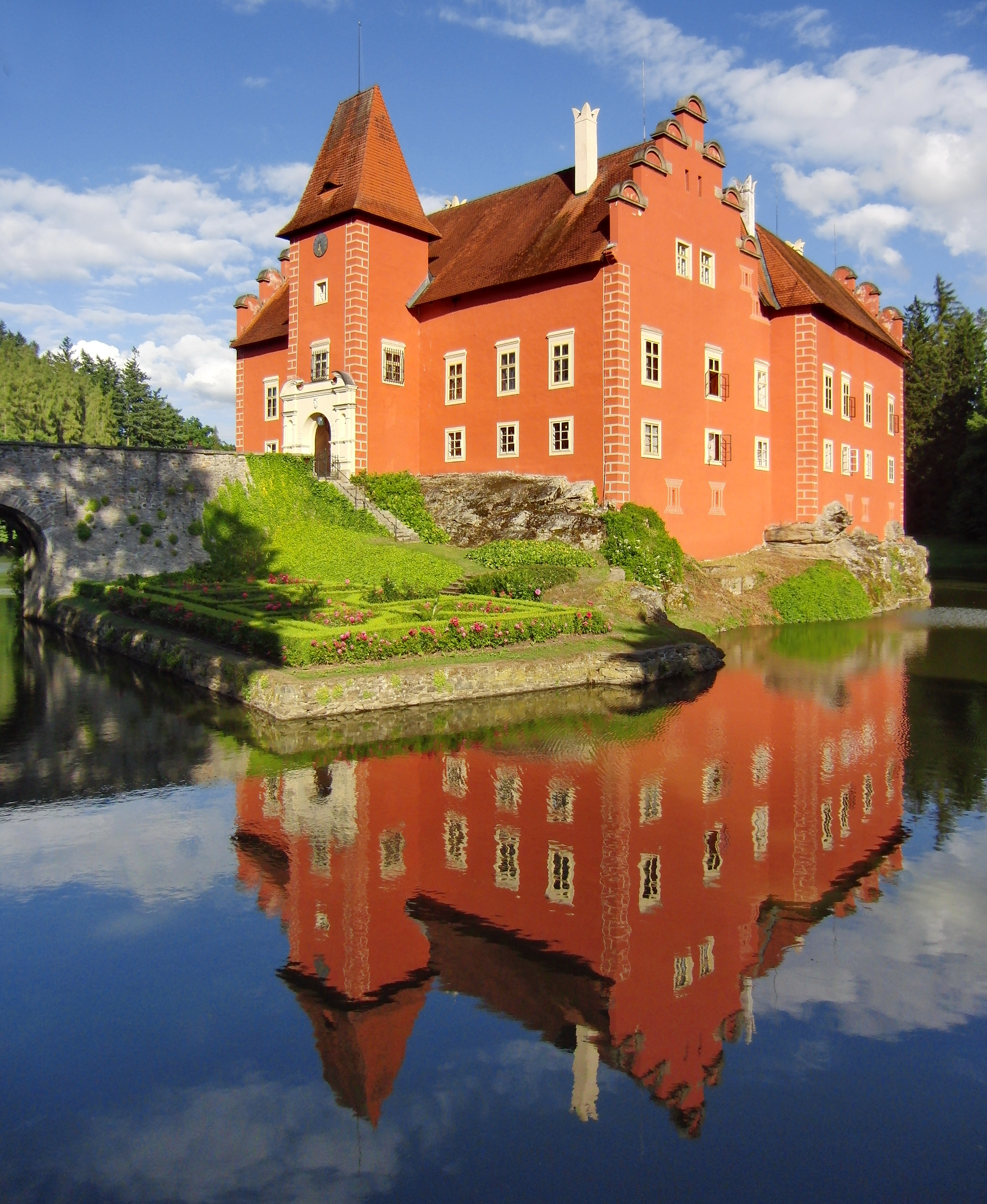
Zámek Červená Lhota, majetek Leopolda Viktorina Windischgrätze v letech 1727–1746

Pocházel ze starého šlechtického rodu Windischgrätzů, narodil se jako nejmladší syn Gottlieba Amadea z Windischgrätze (1630–1695) a jeho třetí manželky Terezie, rozené hraběnky ze Saurau (1657–1713). 
Po kavalírské cestě a krátkých studiích na univerzitě v Utrechtu vstoupil do císařských služeb. V roce 1711 se stal císařským komorníkem, v roce 1716 byl jmenován říšským dvorním radou. V letech 1719–1725 byl císařským vyslancem v Nizozemí, mezitím zastupoval zájmy habsburské monarchie na kongresech v Cambrai (1722) a Soissons (1723). V roce 1723 byl jmenován skutečným tajným radou. Od roku 1735 byl státním a konferenčním ministrem s pověřením pro finanční záležitosti a v roce 1739 obdržel Řád zlatého rouna. Vliv si udržel i na počátku vlády Marie Terezie a v roce 1741 ji doprovázel na korunovační sněm do Uher. Závěr své kariéry strávil ve funkci místodržitele v Dolních Rakousích (1742–1746). Císařským dekretem z roku 1745 mu bylo v hierarchii nejvyšších státních úředníků přiznáno druhé místo za kancléřem Ulfeldem.

### Majetkové poměry

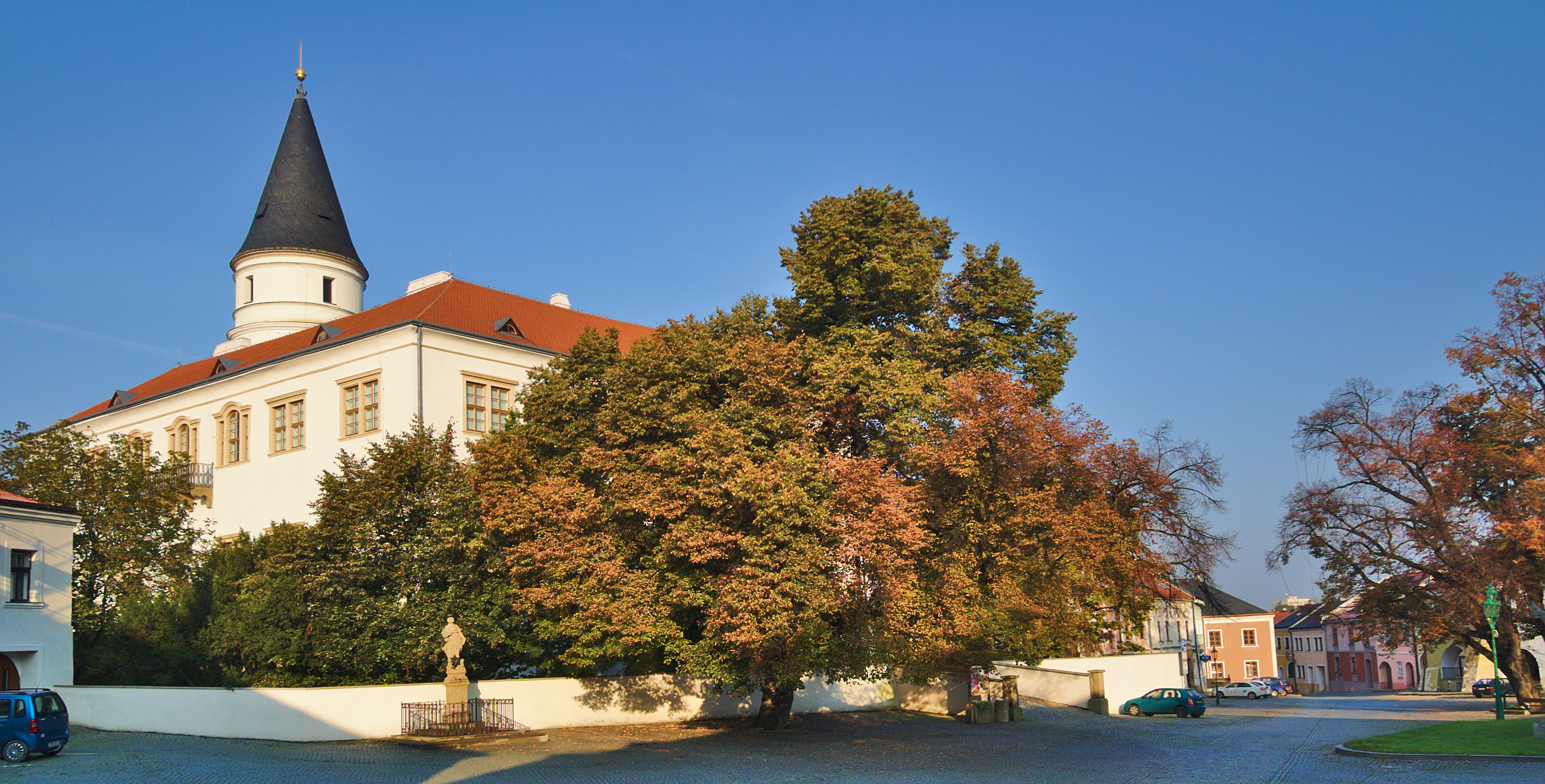
Zámek Přerov, majetek Leopolda Viktorina Windischgrätze v letech 1713–1732

Po úmrtí matky zdědil v roce 1713 moravská panství Přerov a Čekyně, kde se ale vzhledem k téměř trvalému pobytu v zahraničí a ve Vídni prakticky nezdržoval. V roce 1727 po starším bratru Arnoštu Bedřichovi zdědil kmenová rodová panství v Rakousku (Trauttmansdorf, St. Peter) a také statky v Čechách (Červená Lhota). V návaznosti na to prodal v roce 1732 Přerov. Neuváženým hospodařením a vysokými náklady na reprezentaci ve státních úřadech přivedl rodové dědictví do vysokého úvěrového zatížení. I když byla jeho pozůstalost v roce 1747 vyčíslena na 900 000 zlatých, majetek byl zadlužen do výše 700 000 zlatých.

### Manželství a rodina
Jeho manželkou se v roce 1714 stala hraběnka Marie Ernestina ze Strassolda (1695–1766), která předtím jako dvorní dáma doprovázela císařovnu Alžbětu Kristýnu na cestách po Evropě. Z jejich manželství se narodily čtyři děti, dvě z nich zemřely v mládí, nakonec Leopold přežil i svého druhorozeného syna Leopolda Karla (1718–1746) a dva vnuky. 
Koncem roku 1746 byl ze širší rodiny naživu jen dvouletý vnuk Josef Mikuláš (1744–1802), který se stal zakladatelem knížecí větve Windischgrätzů, v době nezletilosti ale přišel o značnou část zadluženého majetku.